# Lok-Sabha-Wahlkreis Sriperumbudur
Der Lok-Sabha-Wahlkreis Sriperumbudur ist ein Wahlkreis bei den Wahlen zur Lok Sabha, dem Unterhaus des indischen Parlaments. Er liegt im Bundesstaat Tamil Nadu, besteht seit 1962 und umfasst ein Gebiet um die Stadt Sriperumbudur im Distrikt Kanchipuram im Vorortbereich der Metropole Chennai.
Bei der letzten Wahl zur Lok Sabha waren 1.946.503 Einwohner wahlberechtigt.

## Letzte Wahl
Die Wahl zur Lok Sabha 2014 hatte folgendes Ergebnis:
| Kandidat              | Partei                | Stimmen |
| --------------------- | --------------------- | ------- |
| K. N. Ramachandran    | AIADMK                | 42,4 %  |
| S. Jagathrakshakan    | DMK                   | 34,4 %  |
| R. Masilamani         | MDMK                  | 14,5 %  |
| Arul Anbarasu         | INC                   | 3,0 %   |
| S. A. N. Vasigaran    | AAP                   | 1,5 %   |
| Sonstige              | Sonstige              | 2,0 %   |
| Keiner der Kandidaten | Keiner der Kandidaten | 2,2 %   |

## Wahl 2009
Die Wahl zur Lok Sabha 2009 hatte folgendes Ergebnis:
| Kandidat            | Partei   | Stimmen |
| ------------------- | -------- | ------- |
| T. R. Baalu         | DMK      | 44,4 %  |
| A. K. Moorthy       | PMK      | 41,3 %  |
| M. Arun Subramanian | DMDK     | 10,7 %  |
| Sonstige            | Sonstige | 3,6 %   |

## Bisherige Abgeordnete
| Wahl | Name                    | Partei | Stimmen |
| ---- | ----------------------- | ------ | ------- |
| 1962 | P. Sivasankaran         | DMK    | 52,6 %  |
| 1967 | P. Sivasankaran         | DMK    | 60,6 %  |
| 1971 | T. S. Latchumanan       | DMK    | 60,0 %  |
| 1977 | S. Jaganathan           | AIADMK | 53,1 %  |
| 1980 | T. Nagaratnam           | DMK    | 57,5 %  |
| 1984 | Maragatham Chandrasekar | INC    | 59,5 %  |
| 1989 | Maragatham Chandrasekar | INC    | 54,9 %  |
| 1991 | Maragatham Chandrasekar | INC    | 61,7 %  |
| 1996 | T. Nagaratnam           | DMK    | 57,9 %  |
| 1998 | K. Venugopal            | AIADMK | 46,9 %  |
| 1999 | A. Krishnaswamy         | DMK    | 52,9 %  |
| 2004 | A. Krishnaswamy         | DMK    | 61,4 %  |
| 2009 | T. R. Baalu             | DMK    | 44,4 %  |
| 2014 | K. N. Ramachandran      | AIADMK | 42,4 %  |

## Wahlkreisgeschichte

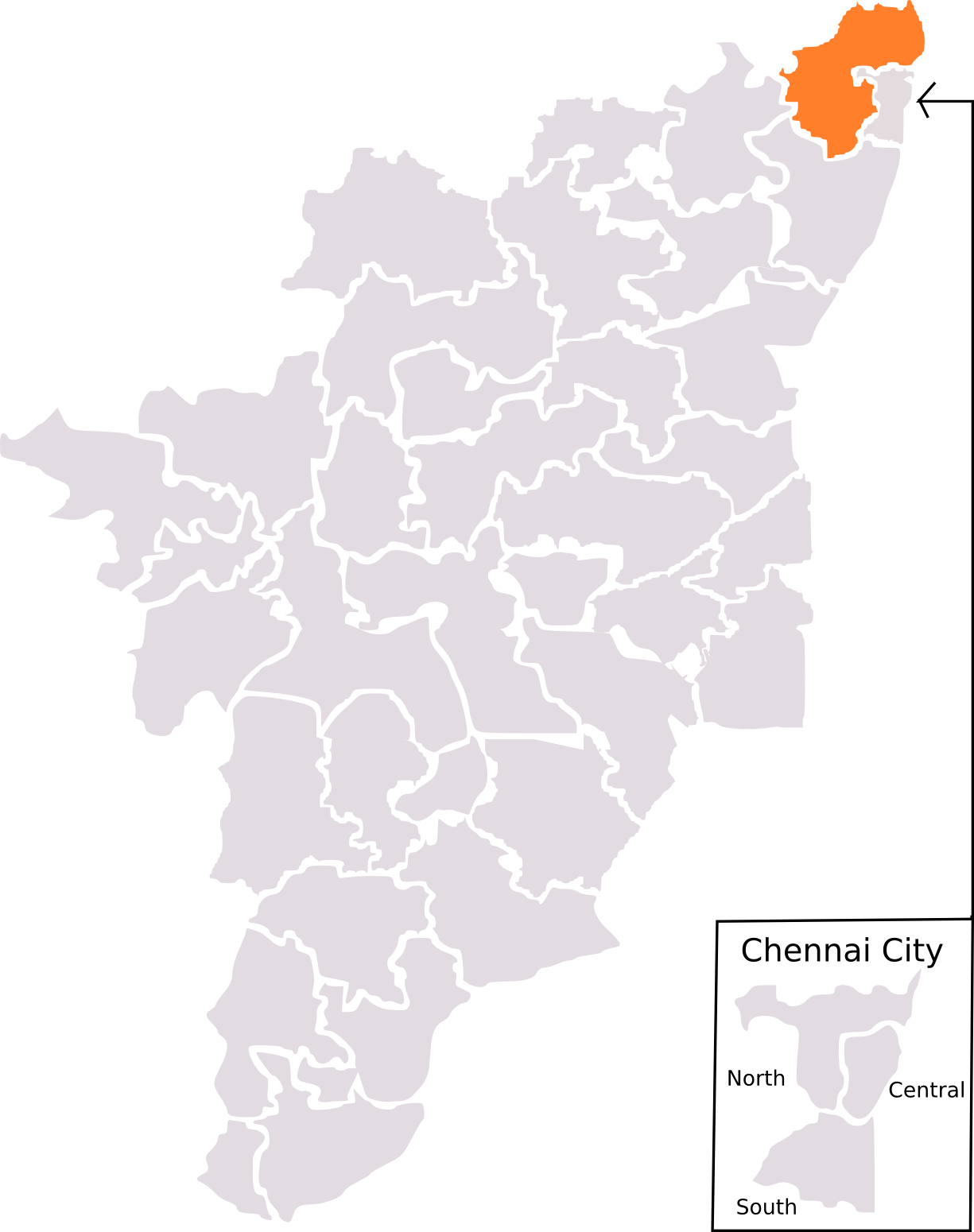
Der Wahlkreis Sriperumbudur von 1971 bis 2004

Der Wahlkreis Sriperumbudur besteht seit der Lok-Sabha-Wahl 1962. Von 1967 war der Wahlkreis für Kandidaten aus unteren Kasten (Scheduled Castes) reserviert. Im Zuge der Neuordnung der Wahlkreise im Vorfeld der Lok-Sabha-Wahl 2009 wurden die Reservierung aufgehoben und der Zuschnitt des Wahlkreises geändert. Aus dem Nordteil des vormaligen Wahlkreises Sriperumbudur wurde der neue Wahlkreis Tiruvallur gebildet. Ein kleinerer Teil des Gebietes ging auch an den Wahlkreis Arakkonam. Zugleich wurden dem Wahlkreis Sriperumbudur Gebiete aus dem Wahlkreis Chennai South zugeschlagen.